# Darkwell
Darkwell ist eine Symphonic-Metal-Band aus Innsbruck (Österreich), die 1999 von Roland Wurzer und Roman Wienicke gegründet wurde.

## Geschichte
Darkwell bekamen bereits im Jahr ihrer Gründung einen Plattenvertrag bei Napalm Records. Im darauf folgenden Jahr waren sie mit Tristania und The Sins of Thy Beloved auf Tour.
Aufgrund ihres Erfolges wurden sie zum Wave-Gotik-Treffen 2003 eingeladen und gingen danach auf Tournee mit Graveworm und Vintersorg. 2004 waren Darkwell in neuer Besetzung mit Atrocity, Leaves Eyes und Battlelore auf Europatournee, die auch einen Auftritt bei dem Metal Female Voices Fest umfasste. Videos der Band wurden bei Musiksendern (z. B. VIVA) gespielt.
Nach der um zwei Jahre verzögerten Veröffentlichung des Albums Metat[r]on ließen die Aktivitäten nach. Das letzte Konzert fand 2007 statt.
Im September 2016 erschien nach einer längeren Pause sowie einem Label-Wechsel ihr drittes Studioalbum Moloch bei Massacre Records.

## Diskografie
- 2000: Suspiria (Album, Napalm Records)
- 2002: Conflict of Interest (EP, Napalm Records)
- 2004: Strange (Single)
- 2006: Metat[r]on (Album, Napalm Records)
- 2016: Moloch (Album, Massacre Records)